# 赤池濃

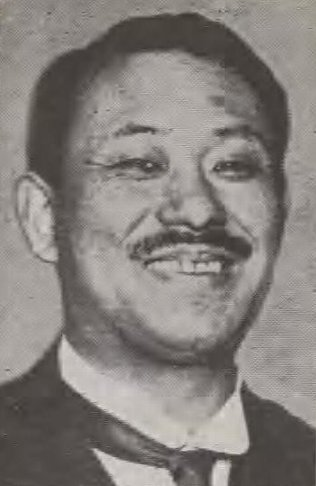
赤池濃

赤池 濃（あかいけ あつし、1879年〈明治12年〉1月27日 - 1945年〈昭和20年〉9月10日）は、日本の内務官僚、政治家。静岡県知事、警視総監、貴族院議員。

## 経歴
長野県埴科郡南条村（現・坂城町）出身。赤池七右衛門の長男として生まれる。東京府立一中、第一高等学校を経て、1902年7月、東京帝国大学法科大学法律学科（独法）を卒業。内務省に入り、京都府属となり内務部第一課に配属。同年11月、文官高等試験行政科試験に合格。1904年5月、内務属・大臣官房秘書課兼地方局勤務となり、以後、福島県参事官、同県事務官、滋賀県事務官・警察部長、愛知県事務官・警察部長、兵庫県事務官・警察部長などを歴任。
1913年6月、内務省本省に戻り内務書記官に就任。以後、地方局府県課長、内務監察官、兼内務省参事官などを務め、1918年5月、静岡県知事に就任。1919年8月、朝鮮総督府に転じ、内務局長となり、さらに警務局長を務めた。
1922年6月、内閣拓務局長官に就任。同年10月、警視総監となり、1923年1月の三河島事件では調停役を担う。同年8月、貴族院勅選議員に任じられ、同和会に属して死去するまで在任した。同年9月1日に関東大震災が発生、同月5日に警視総監を辞任、1924年1月7日、警視総監に再任され、同年6月まで務めた。

## 人物
反ユダヤ主義の思想を持ち、「日本民族会」や「国際政経学会」という反ユダヤ主義や陰謀論を研究する団体の主要メンバーであった。フリーメイソンの"対日陰謀"や反ユダヤ主義的な内容の質問を貴族院で行ったこともある。

## 著作
- 『孔子 - 万世の師』玄黄社、1928年11月5日。NDLJP:1181159。
- 『政教より観たる論語新釈』早稲田大学出版部、1930年8月3日。NDLJP:1174906。
- 『明の君臣の亡命と其の庇護』神乃日本社、1938年6月。NDLJP:1030295。
- 『支那事変と猶太人』政経書房、1939年3月10日。NDLJP:1281553。

## 親族
- 長男 赤池健（内務省官吏）
- 長女 詫摩和子(医師詫摩武人の妻）